# Stubbe – Von Fall zu Fall: Tödliche Bescherung
Tödliche Bescherung ist ein deutscher Fernsehfilm von Torsten Wacker aus dem Jahr 2013. Es handelt sich um den 48. Filmbeitrag der ZDF-Kriminalfilmreihe Stubbe – Von Fall zu Fall.

## Handlung
Der Kommissar Wilfried Stubbe und sein Arbeitskollege Zimmermann besinnen sich gerade auf das bevorstehende Weihnachtsfest, da werden sie zu einem Einsatz gerufen. Knut Hansen, der Inhaber einer Mietweihnachtsmann-Agentur, wurde erschossen aufgefunden. Da Hansen für seinen Angestellten Maik Koslowski eingesprungen war, müssen die Ermittler zunächst herausfinden, ob vermutlich Koslowski erschossen werden sollte. Eine Droh-SMS war ihm zugegangen. Um dem Täter auf die Spur zu kommen, soll Stubbe in der Weihnachtsmannagentur undercover ermitteln. So findet er schnell heraus, dass Koslowski kein sehr angenehmer Zeitgenosse ist und sich bei sehr vielen unbeliebt gemacht hat. Zudem hat er offensichtlich Spielschulden, was ihn dazu treibt einen Tankstellenüberfall zu planen. Kommissar Stubbe kann dies vereiteln und traut ihm daher auch den Mord an seinem Chef zu. Im Verhör gibt Koslowski sogar zu, dass er Hansen überfallen wollte, um ihm die Tageseinnahmen abzunehmen. Dazu sei es dann aber nicht gekommen, weil bei seinem Eintreffen bereits die Polizei am Ort war. Stubbe glaubt ihm und geht seiner Intuition nach, die ihn noch einmal zum Tatort führt. Der Weihnachtsmann wurde von Starkoch Volker Kadett als Weihnachtsgruß an seine Steuerberaterin Liane Stieler geordert und vor deren Wohnungstür von hinter erschossen. Wie Stubbe nun herausfindet, hatte Kadett ein Verhältnis mit Stieler. Im Gespräch erklärt der Koch den Ermittlern, diese Affäre beendet und seiner Geliebten noch ein Abschiedsgeschenk angekündigt zu haben. Somit musste Stieler annehmen, dass Kadett im Kostüm vor ihrer Tür stand. Während die Polizei bereits nach der Frau fahndet, ist sie bereits auf dem Weg zu Kadetts Lokal, um das zu Ende zu bringen, was sie, in ihrer Wut auf den Exgeliebten, geplant hatte. Stubbe kann dies im letzten Moment verhindern und Stieler festnehmen.
Da Stubbe damit beschäftigt war den Fall zu lösen, musste seine Familie die Weihnachtsvorbereitungen allein bewältigen. Der Versuch, das Haus festlich zu beleuchten, scheiterte an einer feucht gewordenen Steckdose, die einen Kurzschluss verursachte und damit der Strom komplett ausfiel. Des Weiteren mussten sich Christiane und Helge um ein kleines Lämmchen kümmern, das eigentlich Stubbes Freundin in Obhut genommen hatte, sich aber nicht den ganzen Tag selbst darum kümmern konnte. Helge schien mit allem überfordert zu sein, denn eigentlich wollte er sich nur um das Festessen kümmern. Nun musste er auch noch den Weihnachtsbaum besorgen und auch die alte Krippe aufbauen. Am Ende gelingt aber alles und die Familie kann besinnlich das Weihnachtsfest feiern.

## Hintergrund
Der Film wurde vom 19. Februar 2013 bis zum 22. März 2013 in Hamburg gedreht und am 21. Dezember 2013 um 20:15 Uhr im ZDF erstausgestrahlt.

## Kritik
Rainer Tittelbach von Tittelbach.tv schrieb: „Stubbe undercover im Weihnachtsmann-Outfit – auch zwischenmenschlich hat das seinen Reiz. In ‚Tödliche Bescherung‘ entschlüsselt der Hamburger Kommissar aus Sachsen die unerfüllten Sehnsüchte und heimlichen Wünsche eigenwilliger Zeitgenossen. Ein gediegener Whodunit, ein menschelndes Umfeld, ein penetranter Zimmermann, ein stereotypes Personal. Die überroutinierte Handlung gewinnt filmisch durch die vorweihnachtliche Stimmung.“ Kritisch ist aber anzumerken: „Der Kontrast zwischen dem Dezemberdunkel und den leuchtenden Lichterketten gibt diesem Film visuell eine Atmosphäre, die die Story versucht zurückzuspiegeln. Das gelingt nur unzureichend, da die Befindlichkeiten der (viel zu vielen) Figuren nur angekratzt werden. Und wie sich Stubbe & Co am Ende ans Publikum weihnachtlich ranwanzen (‚Wir wünschen unseren Zuschauern ein frohes Weihnachtsfest und einen guten Rutsch‘) – das ist dann doch zu viel des Netten.“
Die Kritiker der Fernsehzeitschrift TV Spielfilm vergaben die bestmögliche Wertung (Daumen nach oben) und fanden, der Film sei ein „rundum vergnüglicher Weihnachtskrimi“, der wie „gewohnt heitere wie besinnliche Momente“ [beschert].